# Climax Lawrence
Climax Lawrence (* 16. Januar 1979 in Margao) ist ein indischer ehemaliger Fußballspieler.

## Nationalmannschaft
Lawrence wurde 2002 das erste Mal von Trainer Stephen Constantine in die Fußballnationalmannschaft berufen. Er gab seinen Rücktritt am 1. Februar 2012 bekannt.